# Clint Walker
Norman Eugene Walker, más conocido como Clint Walker (Hartford, Illinois; 30 de mayo de 1927-Grass Valley, California; 21 de mayo de 2018), fue un actor y cantante estadounidense.

## Trayectoria
Comenzó su carrera cinematográfica en 1954 en una parodia llamada Gentes de la jungla, donde Walker hacía de Tarzán. Dos años más tarde, gracias al actor Henry Wilcoxon, trabaja como figurante en la película Los diez mandamientos, de Cecil B. DeMille.
A partir de 1955 y hasta 1962 interpretó a Cheyenne Bodie en la serie Cheyenne, personaje que le permitió trabajar en otras series del oeste como Maverick. La fama que le otorga este personaje le permite trabajar en tres western de Gordon Douglas: Quince balas (donde tenía a Virginia Mayo como compañera), Emboscada y Oro de Siete Santos. En 1963 comienza a trabajar en otra serie y en 1964 lo hace en la comedia No me mandes flores, de Norman Jewison, donde es un actor secundario de esta película realizada para mayor gloria de la pareja protagonista Rock Hudson y Doris Day.
En 1966 trabaja en el western Tierra de alimañas, de Joseph Pevney, y en la película de aventuras Maya, de John Berry. En 1967 trabaja en una de sus películas más recordadas, la cinta bélica Doce del patíbulo, de Robert Aldrich, donde era uno de los doce condenados salvados para realizar una misión suicida en el marco de la Segunda Guerra Mundial. Acaba la década trabajando en otros tres western: Más muerto que vivo, de Robert Sparr y con Vincent Price como compañero de reparto, Sam Whiskey, de Arnold Laven, con Burt Reynolds y Ossie Davis como compañeros de reparto, y finalmente la paródica Ojos verdes, rubia y peligrosa, de Hy Averback, donde tenía como compañera a Kim Novak. En los años 70 continúa con los western, aunque en telefilmes, de los que destaca La ley de Yuma, de Ted Post. También trabaja en Europa en la película llamada El desafío de Pancho Villa, de Eugenio Martín y con Telly Savalas (haciendo del revolucionario mexicano) y Chuck Connors como compañeros de reparto destacados. Tras varias películas poco significativas trabaja en El desafío del búfalo blanco, de J. Lee Thompson, con Charles Bronson como protagonista más destacado. En los años 80 y 90 sus actuaciones son esporádicas y testimoniales, apenas apariciones fugaces o algún capítulo de alguna serie destacada para estar retirado los últimos diez años.
Uno de sus últimos trabajos fue ponerle voz a uno de los miembros del Commando Elite, Nick Nitro, en la película de 1998, Small Soldiers (Pequeños guerreros), junto con actores de la talla de Ernest Borgnine, Jim Brown, George Kennedy y Bruce Dern. 

## Televisión
En televisión, Clint Walker protagonizó las series Cheyenne, Killdozer y Centennial, una miniserie de gran reparto.
En los años 70 protagoniza los westerns  The Bounty Man y Hardcase, dos inolvidables telefilmes. En 1974 protagoniza junto a Peter Graves Scream of the Wolf, una película de terror dirigida por Dan Curtis.
Como invitado pasó por: 77 Sunset Strip, The Lucy Show, The Love Boat y Kung Fu: The Legend Continues.
Clint Walker tiene una estrella en el paseo de la fama de Hollywood en la categoría de Televisión.

## Filmografía
- 1954 : Jungle Gents.
- 1955-1963 : Cheyenne (Cheyenne) Serie de televisión.
- 1956 : The Ten Commandments (Los diez mandamientos).
- 1958 : Fort Dobbs (Quince balas).
- 1959 : Yellowstone Kelly (Emboscada).
- 1961 : Gold of the Seven Saints (Oro de los Siete Santos).
- 1964 : Send Me No Flowers (No me mandes flores).
- 1965 : None But the Brave (Todos eran valientes).
- 1966 : The Night of the Grizzly (Tierra de alimañas).
- 1966 : Maya.
- 1967 : The Dirty Dozen (Doce del patíbulo).
- 1969 : More Dead Than Alive (Más muerto que vivo).
- 1969 : Sam Whiskey (Sam Whiskey).
- 1969 : The Great Bank Robbery (Ojos verdes, rubia y peligrosa).
- 1971 : Yuma (La ley de Yuma) Telefilm.
- 1972 : Hardcase Telefilm.
- 1972 : Pancho Villa (El desafío de Pancho Villa).
- 1972 : The Bounty Man Telefilm.
- 1974 : Scream of the Wolf (El aullido del lobo). Telefilm.
- 1974 : Killdozer Telefilm.
- 1977 : The White Buffalo (El desafío del búfalo blanco).
- 1977 : Deadly Harvest (Cosecha mortal).
- 1977 : Centennial Miniserie.
- 1977 : Snowbeast Telefilm.
- 1983 : Hysterical.
- 1983 : The Love Boat (Vacaciones en el mar) Serie de televisión, estrella invitada.
- 1985 : The Serpent Warriors.
- 1985 : All American Cowboy "TV"
- 1991 : The Gambler Returns: The Luck of the Draw Telefilm.
- 1993 : Tropical Heat Serie de televisión, estrella invitada (episodio "The Last of the Magnificent").
- 1995 : Kung Fu: The Legend Continues (Kung Fu: la leyenda continúa]]) Serie de televisión, estrella invitada (episodio "Gunfighters").
- 1998 : Small Soldiers (Pequeños guerreros) - Voz del personaje Nick Nitro en la versión original.